# Halle aux draps (Tournai)
Pour l’article homonyme, voir Halles aux draps .
La halle aux Draps de Tournai est un bâtiment construit en 1610.

## Historique
Une première halle, en bois, avait été construite au XIIIe siècle à la suite d'une intervention de l'évêque de Tournai, Gauthier de Marvis. La ville ayant enfreint le droit d'asile du chapitre cathédrale, incapable de payer l’amende, fut contrainte d'abandonner des bâtiments à l’Église.
Reconstruite en 1610 après une tempête, la Halle aux draps impose aujourd’hui encore sa silhouette Renaissance sur la Grand-Place de Tournai. L’auteur, le maître maçon Quentin Ratte aurait travaillé selon les plans de Jacques Van den Steen. La bâtisse s’est effondrée à nouveau en 1881 mais fut réédifiée à l’identique.
Aujourd'hui, elle accueille des expositions et d'autres événements ponctuels comme le rendez-vous gastronomique « Tournai des Saveurs » ou le festival brassicole.
Depuis début 2022, la halle aux draps subit une rénovation importante de l'intérieur.